# Kim Young-Sook
Kim Young-Sook, född den 17 februari 1965, är en koreansk landhockeyspelare.
Hon tog OS-silver i damernas landhockeyturnering i samband med de olympiska landhockeytävlingarna 1988 i Seoul.